# Croton zavaletae
Croton zavaletae là một loài thực vật có hoa trong họ Đại kích. Loài này được Conz. ex Rzed. & al. mô tả khoa học đầu tiên năm 1988.